# Jacknife Lee
Pour les articles homonymes, voir Lee.
Garret « Jacknife » Lee est un réalisateur artistique et ingénieur du son irlandais qui a notamment collaboré avec U2, R.E.M., Snow Patrol, Bloc Party, Editors, Weezer, The Cars et AFI.

## Biographie
Il a commencé sa carrière dans la musique en 1993 en tant que guitariste du groupe de punk rock Compulsion, avec qui il enregistre deux albums. Après la séparation du groupe en 1996, il se tourne vers le style big beat et sort trois albums solo. Mais c'est pour son travail de production qu'il est surtout connu. Il a remporté en 2006 deux Grammy Awards pour son travail sur How to Dismantle an Atomic Bomb ainsi que le titre de producteur de l'année au Royaume-Uni.
En 2023, il publie un album Los Angeles avec les batteurs de the Cure et Siouxsie and the Banshees : Los Angeles sort sous le nom Lol Tolhurst x Budgie x Jacknife Lee.

## Discographie

### Producteur
- 2003 : Final Straw de Snow Patrol
- 2004 : How to Dismantle an Atomic Bomb de U2 (producteur additionnel)
- 2006 : Eyes Open de Snow Patrol
- 2007 : A Weekend in the City de Bloc Party
- 2007 : An End Has a Start de Editors
- 2007 : The Black and White Album de The Hives (producteur additionnel)
- 2008 : Accelerate de R.E.M.
- 2008 : Music for an Accelerated Culture de Hadouken!
- 2008 : Weezer de Weezer
- 2008 : Intimacy de Bloc Party
- 2008 : A Hundred Million Suns de Snow Patrol
- 2009 : Raditude de Weezer (producteur additionnel)
- 2009 : Crash Love de AFI
- 2010 : Crystal Castles de Crystal Castles
- 2011 : Collapse into Now de R.E.M.
- 2011 : Move Like This de The Cars
- 2011 : This Modern Glitch de The Wombats (producteur additionnel)
- 2011 : Fallen Empires de Snow Patrol
- 2012 : Beacon (en) de Two Door Cinema Club
- 2012 : Take the Crown de Robbie Williams
- 2017 : Songs of Experience de U2
- 2019 : The Balance de Catfish and the Bottlemen

### Albums

#### Avec Compulsion
- 1994 : Comforter
- 1996 : The Future Is Medium

#### En solo
- 1999 : Muy Rico!
- 2001 : Punk Rock High Roller
- 2007 : Jacknife Lee